# Brian Spillane
Pour les articles homonymes, voir Spillane.
Pas d'image ? Cliquez ici

a Compétitions nationales et continentales officielles uniquement.

b Matchs officiels uniquement.
Dernière mise à jour le 16 avril 2023.
 Brian Jeremiah Spillane, est né le 26 janvier 1960 à Cork. C’est un ancien joueur de rugby à XV qui a évolué avec l'équipe d'Irlande au poste de troisième ligne centre.

## Carrière
Il a disputé son premier test match, le 2 février 1985 contre l'équipe d'Écosse. Son dernier test match fut contre l'équipe d'Angleterre, le 18 février 1989.
Spillane a disputé trois matches de la Coupe du monde 1987.

## Palmarès
- 13 sélections (+ 3 non officielles)
- Sélections par années : 4 en 1985, 3 en 1986, 5 en 1987, 1 en 1989
- Tournois des Cinq Nations disputés : 1985, 1986, 1987, 1989
- Vainqueur du tournoi des Cinq Nations en 1985